# Nudi e crudi (EP)
Nudi e crudi - I concerti, i video, le follie... è un EP del gruppo musicale italiano Marta sui Tubi, pubblicato nell'aprile del 2008.

## Descrizione
È il primo lavoro pubblicato per la Tamburi Usati, etichetta creata dal gruppo. L'EP è stato distribuito in formato audio+video, su supporto CD+DVD.
L'EP contiene 4 tracce: l'inedito L'unica cosa, che anticipa l'album Sushi & Coca, le cover Pleiboi (dal film "Lo Zio Di Brooklyn" di Daniele Cipri e Franco Maresco) e Ma come fanno i marinai (di Lucio Dalla e Francesco De Gregori) e Negghia (una poesia di Peppino Impastato). Quest'ultimo brano è disponibile come download gratuito sul sito ufficiale del gruppo.
Il DVD è diviso in due parti: A spasso con Marta (con tour, backstage, interviste e brani live, regia di Anna Terrassan e Gianluca Signorino), Marta sui ghiacci (un documentario sul concerto in Val Senales tenuto in un igloo a 3200 metri con strumenti di ghiaccio, registrato durante la manifestazione Ice Music) e Video (una raccolta con tutti i video ufficiali della band).

## Tracce
1. L'unica cosa
2. Pleiboi
3. Ma come fanno i marinai
4. Negghia

## Crediti

### Formazione
- Giovanni Gulino - voce
- Carmelo Pipitone - voce e chitarra
- Ivan Paolini - batteria

### Ospiti
- Max Collini - voce in Pleiboi
- Lombroso - in Ma come fanno i marinai